# Miss Belgique 2015
Miss Belgique 2015, 82e élection de Miss Belgique, s'est déroulée le 10 janvier 2015 au théâtre de Plopsaland de La Panne. La gagnante, Annelies Törös, succède à Laurence Langen, Miss Belgique 2014.
Le concours a été présenté par Véronique De Kock, Miss Belgique 1995 et Patrick Ridremont, comédien et réalisateur belge. Il a été diffusé sur AB3 en Wallonie et sur MENT TV en Flandre.

## Classement final
| Titre                                                                                         | Candidates |
| --------------------------------------------------------------------------------------------- | --- |
| Miss Belgique 2015 - Top 15 à Miss Univers 2015                                               | - Anvers - Annelies Törös |
| 1re dauphine - Représentante de la Belgique à Miss Monde 2015 - Non classée à Miss Monde 2015 | - Flandre-Occidentale - Leylah Alliët |
| 2e dauphine                                                                                   | - Flandre-Occidentale - Charlotte Vanbiervliet |
| 3e dauphine                                                                                   | - Flandre-Occidentale - Michèle Roelens |
| 4e dauphine                                                                                   | - Brabant wallon - Malissia Sirica |
| 5e dauphine                                                                                   | - Flandre-Orientale - Nina De Baecke |
| Top 12                                                                                        | - Bruxelles - Stephanie Bola - Anvers - Titsia Brabants - Hainaut - Valentine Cesarone - Anvers - Aurélie Hendrickx - Flandre-Orientale - Kawtar Riahi Idrissi - Bruxelles - Ginger Van Eetvelde |

## Préparation
Le voyage de préparation se déroule en Égypte. Les candidates sont accompagnées de Justine de Jonckheere, Miss Belgique 2011 et de Darline Devos. Laurence Langen, Miss Belgique 2014, n'a pas pu partir en Égypte avec les candidates du concours comme le veut la tradition que la lauréate en titre accompagne ses prétendantes à sa succession en voyage de préparation. Elle n'a pas reçu l’autorisation de Darline Devos, l’organisatrice du concours qui lui a reproché de ne pas avoir accepté d’aller à Miss Monde 2014 et Miss Univers 2014 et qui avait déclaré au Nieuwsblad : « Tu ne peux quand même pas refuser des concours internationaux puis partir tranquillement en Égypte. »

## Candidates
| Titre régional                           | Nom                    | Âge    | Domicile           | Élue le                          |
| ---------------------------------------- | ---------------------- | ------ | ------------------ | -------------------------------- |
| 1re dauphine de Miss Flandre-Occidentale | Leylah Alliët          | 23 ans | Roulers            | 13 septembre 2014 à Knokke       |
| 1re dauphine de Miss Bruxelles           | Stéphanie Bola         | 25 ans | Bruxelles          | 6 septembre 2014 à Bruxelles     |
| Crown Card de Miss Anvers                | Titsia Brabants        | 21 ans | Mortsel            | 26 septembre 2014 à Anvers       |
| Candidate de Miss Flandre-Occidentale    | Stéphanie Carton       | 20 ans | Bruges             | 13 septembre 2014 à Knokke       |
| Miss Hainaut                             | Valentine Cesarone     | 21 ans | Mons               | 30 août 2014 à Marche-en-Famenne |
| Miss Limbourg                            | Maxime Daniels         | 19 ans | Herck-la-Ville     | 19 septembre 2014 à Hasselt      |
| Miss Hainaut                             | Élodie Daubresse       | 23 ans | Nalinnes           | 30 août 2014 à Marche-en-Famenne |
| 1re dauphine de Miss Flandre-Orientale   | Nina De Baecke         | 19 ans | Buggenhout         | 13 septembre 2014 à Knokke       |
| Crown Card de Miss Flandre occidentale   | Cheyenne De Coninck    | 21 ans | Otegem             | 13 septembre 2014 à Knokke       |
| 1re dauphine de Miss Brabant wallon      | Lauranne Demesmaeker   | 25 ans | Mont-Saint-Guibert | 30 août 2014 à Marche-en-Famenne |
| Miss Brabant flamand                     | Mandy De Saeger        | 21 ans | Asse               | 19 septembre 2014 à Hasselt      |
| Miss Liège                               | Amélie Dethier         | 23 ans | Verviers           | 30 août 2014 à Marche-en-Famenne |
| Miss Luxembourg                          | Pauline Detroz         | 22 ans | Hotton             | 30 août 2014 à Marche-en-Famenne |
| Crown Card de Miss Bruxelles             | Hélène Gavilan         | 23 ans | Jette              | 6 septembre 2014 à Bruxelles     |
| Miss Namur                               | Marine Gérard          | 20 ans | Hamois             | 30 août 2014 à Marche-en-Famenne |
| 1re dauphine de Miss Anvers              | Aurélie Hendrickx      | 18 ans | Aartselaar         | 26 septembre 2014 à Anvers       |
| 1re dauphine de Miss Liège               | Victoria Humblet       | 21 ans | Tilff              | 30 août 2014 à Marche-en-Famenne |
| 2e dauphine de Miss Flandre orientale    | Anastasiya Liënko      | 25 ans | Gand               | 13 septembre 2014 à Knokke       |
| 2e dauphine de Miss Anvers               | Xhulia Mucaj           | 19 ans | Anvers             | 26 septembre 2014 à Anvers       |
| Crown Card de Miss Anvers                | Valentina Paesano      | 19 ans | Wilrijk            | 26 septembre 2014 à Anvers       |
| Miss Flandre-Occidentale                 | Michèle Roelens        | 22 ans | Roulers            | 13 septembre 2014 à Knokke       |
| Miss Bruxelles                           | Jennifer Rosenberg     | 19 ans | Jette              | 6 septembre 2014 à Bruxelles     |
| Crown Card de Miss Flandre occidentale   | Emily Rabaut           | 23 ans | Middelkerke        | 13 septembre 2014 à Knokke       |
| Miss Flandre orientale                   | Kawtar Riahi Idrissi   | 19 ans | Ninove             | 13 septembre 2014 à Knokke       |
| 1re dauphine de Miss Hainaut             | Élise Schneidesch      | 25 ans | Gerpinnes          | 30 août 2014 à Marche-en-Famenne |
| Miss Brabant wallon                      | Malissia Sirica        | 18 ans | Tubize             | 30 août 2014 à Marche-en-Famenne |
| Miss Anvers                              | Annelies Törös         | 19 ans | Berchem            | 26 septembre 2014 à Anvers       |
| 2e dauphine de Miss Flandre occidentale  | Charlotte Vanbiervliet | 19 ans | Espierres-Helchin  | 13 septembre 2014 à Knokke       |
| 2e dauphine de Miss Bruxelles            | Ginger Van Eetvelde    | 25 ans | Laeken             | 6 septembre 2014 à Bruxelles     |
| Candidate de Miss Bruxelles              | Caroline Van Hoye      | 24 ans | Wezembeek-Oppem    | 6 septembre 2014 à Bruxelles     |

## Déroulement de la cérémonie

### Jury
| Membre | Membre             | Notes                                                                              |
| ------ | ------------------ | ---------------------------------------------------------------------------------- |
|        | Darline Devos      | Présidente du comité Miss Belgique.                                                |
|        | Annelien Coorevits | Miss Belgique 2007.                                                                |
|        | Virginie Claes     | Miss Belgique 2006.                                                                |
|        | Daniel Dedave      | Photographe officiel.                                                              |
|        | Barbara Gandolfi   | Mannequin, comédienne, femme d'affaires et participante d'émission de téléréalité. |
|        | Axel Hirsoux       | Chanteur, candidat de la saison 2 de The Voice.                                    |

L'acteur américain Gary Dourdan a été officiellement prévu comme président du jury mais s'est désisté à la dernière minute.

### Prix attribués
| Prix                                          | Nom                                           |
| --------------------------------------------- | --------------------------------------------- |
| Miss Sympathie                                | Flandre orientale - Kawtar Riahi Idrissi      |
| Beach Babe (la plus belle fille sur la plage) | Flandre occidentale - Charlotte Vanbiervlieti |
| Miss Talent                                   | Hainaut - Valentine Cesarone                  |
| Miss Média social (Miss Social Media)         | Anvers - Titsia Brabants                      |
| Miss Charité (Miss Charity)                   | Flandre occidentale - Michèle Roelens         |
| Miss Modèle (Miss Model)                      | Bruxelles - Stephanie Bola                    |
| Miss Élégance                                 | Anvers - Titsia Brabants                      |
| Prix du public                                | Bruxelles - Caroline Van Hoye                 |

## Observations